# Nazionale maschile di calcio delle Seychelles
La nazionale di calcio delle Seychelles è la rappresentativa calcistica dell'omonima nazione africana ed è posta sotto l'egida della Seychelles Football Federation (fondata nel 1979, si affiliò alla FIFA ed alla CAF nel 1986). I giocatori della selezione sono soprannominati i pirati. È da sempre una delle nazionali più deboli della confederazione africana e, in quanto tale, non è mai riuscita a qualificarsi né per la Coppa del Mondo né per la Coppa d'Africa.
Attualmente occupa la 201ª posizione nel ranking mondiale FIFA.

## Risultati in Coppa del Mondo
- Dal 1930 al 1998 - Non partecipante
- Dal 2002 al 2026 - Non qualificata

## Risultati in Coppa d'Africa
- Dal 1957 al 1988 - Non partecipante
- 1990 - Non qualificata
- 1992 - Ritirata
- 1994 - Non partecipante
- 1996 - Ritirata
- 1998 - Non qualificata
- 2000 - Non partecipante
- 2002 - Non partecipante
- 2004 - Non qualificata
- 2006 - Non qualificata
- 2008 - Non qualificata
- 2010 - Non qualificata
- 2012 - Non qualificata
- 2013 - Non qualificata
- 2015 - Non qualificata
- 2017 - Non qualificata
- 2019 - Non qualificata
- 2021 - Non qualificata